# Giro podaljšana petstrana birotunda
| Giro podaljšana petstrana birotunda | Giro podaljšana petstrana birotunda |
| ----------------------------------- | ----------------------------------- |
| Rhombohedron                        |                                     |
| Vrsta                               | Johnsonovo telo J47-J48-J49         |
| Stranske ploskve                    | 4 trikotniki 4 kvadrati             |
| Robovi                              | 14                                  |
| Oglišča                             | 8                                   |
| Dualni polieder                     | -                                   |
| Konfiguracija oglišča               | 4(3.42) 4(3.4.3.4)                  |
| Simetrijska grupa                   | D2d                                 |
| Lastnosti                           | konveksen, satovje                  |
| mreža telesa                        |                                     |

Giro podaljšana petstrana birotunda je eno izmed Johnsonovih teles (J48). Kot že ime nakazuje jo lahko dobimo tako, da podaljšamo petstrano birotundo (J34 ali ikozaeder) tako, da vrinemo desetkotno antiprizmo med njeni dve polovici.
Giro podaljšana petstrana birotunda je ena izmed petih Johnsonovih teles, ki so kiralni. To pa pomeni, da imajo levo in desno obliko. Obe kiralni obliki se ne obravnavata kot dve različni Johnsonovi telesi.
V letu 1966 je Norman Johnson (rojen 1930) imenoval in opisal 92 teles, ki jih imenujemo Johnsonova telesa.